# Celebrity Edge
El Celebrity Edge es un crucero de la Clase Edge para Celebrity Cruises. Después de que se ordenó el nuevo buque al astillero francés STX France en diciembre de 2014, se colocó la quilla en junio de 2017 y se puso a flote en enero de 2018. Tras la entrega en octubre de 2018, con 130 818  toneladas, se convirtió en el buque líder de la clase Edge y el barco más grande por tonelaje bruto que se ha unido a la flota de Celebrity.

Las pruebas de manejo comenzó en julio de 2018.